# هيو تورنر
هيو تورنر (بالإنجليزية: Hugh Turner)‏ (12 مايو 1917 بميدلزبرة في المملكة المتحدة - 1 يناير 1992) هو لاعب كرة قدم بريطاني (وحمل سابقاً جنسية المملكة المتحدة لبريطانيا العظمى وأيرلندا) في مركز الظهير. لعب مع نادي ميدلزبره وSouth Bank St Peters F.C. ‏ ودارلينجتون إف سى.